# Mimic 2
Mimic 2 es una película de 2001 ciencia ficción y horror, dirigido por Jean de Segonzac, con un guion escasamente inspirado en el del mismo nombre escrito por Donald Un. Wollheim. La película salió directo a DVD como una secuela de Mimic (1997), y estuvo seguido por Mimic 3: Sentinel (2003).
Las estrella de thrillers Edward Albert, junto con Alix Koromzay (regresando de la película original), Bruno Campos y Jon Polito protagonizan esta cinta.

## Sinopsis
Cuatro años después de los acontecimientos de la primera película, después de que tres hombres fueran descubiertos mutilados (sus caras han sido arrancadas), el Detective Klaski (Bruno Campos) se encuentra con la entomóloga Remy (Alix Koromzay) que trabaja como profesora en un instituto de Nueva York. Klaski Considera a Remy sospechosa de los asesinatos hasta que  presencia a la criatura que cambia de forma a aquella persona que corteja a Remy: un insecto mutante inteligente con la cara de su víctima anterior. Remy.y Klaski, junto a un par de alumnos quedan atrapados dentro de la escuela junto a la criatura que les caza. Entretanto, una unidad de fuerzas especial, al mando del militar conocido tan sólo como Darksuit (Edward Albert), se prepara para fumigar la escuela con gas venenoso.
- Datos: Q571758